# Алан Алда
Алан Алда (англ. Alan Alda; 28 січня 1936) — американський актор, режисер та сценарист.

## Життєпис
Алан Алда народився 28 січня 1936 року в Нью-Йорку. Мати Джоан Браун, володарка титулу «Міс Нью-Йорк», а батько Алана — Роберт Алда (справжнє ім'я — Альфонсо Джузеппе Джованні Роберто Д'Абруццо) — відомий актор, який знімався в кіно і грав у бродвейських мюзиклах. Ставши актором, Роберт Алда створив собі псевдонім з першого складу імені (Альфонсо) і першого складу прізвища (д'Абруццо) — Алда, який згодом прийняли його сини. Молодший брат Алана — Ентоні — теж актор. У дитинстві Алан переніс поліомієліт, але повністю одужав. Уперше потрапив на сцену у 16 років у літньому театрі Бернсвілла, штат Пенсильванія. У молодості, будучи студентом Фордгемського університету, він навчався в Сорбонні, також виступав на римській сцені і на телебаченні Амстердама разом з батьком. У 1956 році Алан отримав ступінь бакалавра, потім служив в армії США в резервному корпусі. Після коледжу він грав у Клівлендському театрі. Алда вчився акторській майстерності у «Другому місті» в Нью-Йорку і в «Компасі» в Гаяніспорті, штат Массачусетс.
Алда отримав гарні відгуки критиків за бродвейський спектакль «Сова і Кицька», це був його головний прорив на сцені. Першу номінацію на премію «Тоні» йому принесла робота у виставі «Яблуня». Також Алан був номінований на «Тоні» за роль у п'єсі «Жінки Джейка». З кінця 1950-х почав зніматися на телебаченні. Перший фільм Алда — «Пішли в минуле ті дні!» (1963). Також він знявся у фільмах «Місячне світло війни» (1970), «Дженні» (1970), «Вальс Мефістофеля» (1971) і «Паперовий Лев» (1968), роль в якому стала його першим значним появою на екрані. Алан Алда отримав світове визнання за головну роль капітана Бенджаміна Пірса в популярному серіалі «M*A*S*H». З 10000 доларів за пілотну серію його гонорар збільшився до 235000 за епізод в останньому році зйомок. З четвертого сезону Алан — креативний консультант серіалу; ним написано сценарії до 19 і зрежисовано 31 епізод. У 1980 році Алда зіграв головну роль у власному фільмі «Пори року», що мав величезний успіх у критиків. Після він зайнявся продюсуванням телевізійної версії серіалу «Чотири сезони» для CBS.

## Особисте життя
Алан Алда одружився з Арлен Вейсс 15 березня 1957 року. У них троє доньок: Єва (12 грудня 1958), Елізабет (20 серпня 1960) і Беатрис (10 серпня 1961), а також семеро онуків.

## Фільмографія

### Актор
| Рік       |    | Українська назва                | Оригінальна назва          | Роль                            |
| --------- | -- | ------------------------------- | -------------------------- | ------------------------------- |
| 1958      | с  | Шоу Філа Сілверса               | The Phil Silvers Show      | Карлайл Томпсон                 |
| 1962      | с  | Оголене місто                   | Naked City                 | молодий поет                    |
| 1962      | кф |                                 | The Laughmakers            |                                 |
| 1963      | с  | Медсестри                       | The Nurses                 | доктор Джон Гріффін             |
| 1963      | с  | Шосе 66                         | Route 66                   | доктор Глейзер                  |
| 1963      | ф  | Пішли в минуле ті дні!          | Gone Are the Days!         | Чарлі Котчайпі                  |
| 1963      | с  | Схід/Захід                      | East Side/West Side        | Фредді Вілкокс                  |
| 1965      | с  | Випробування О'Браєна           | The Trials of O'Brien      | Нік Стафос                      |
| 1966      | тф | Де Еверетт                      | Where's Everett            | Арнольд Баркер                  |
| 1967      | с  | Блакитна діадема                | Coronet Blue               | Клей Брезніа                    |
| 1968      | с  | Прем'єра                        | Premiere                   | Френк Сент-Джон                 |
| 1968      | ф  | Паперовий лев                   | Paper Lion                 | Джордж Плімптон                 |
| 1969      | ф  | Незвичайний моряк               | The Extraordinary Seaman   | Лейтенант Мортон Крим           |
| 1970      | ф  | Дженні                          | Jenny                      | Делано                          |
| 1970      | ф  | Місячне світло війни            | The Moonshine War          | Джон В. Мартін                  |
| 1971      | ф  | Вальс Мефістофеля               | The Mephisto Waltz         | Майлс Кларксон                  |
| 1971      | с  |                                 | Story Theatre              |                                 |
| 1972—1983 | с  | M*A*S*H                         | M*A*S*H                    | капітан Бенджамін Франклін Пірс |
| 1972      | ф  | Убити клоуна                    | To Kill a Clown            | майор Івлін Річі                |
| 1972      | тф | Скляний будинок                 | The Glass House            | Джонатон Пейдж                  |
| 1972      | тф | Подружки                        | Playmates                  | Маршалл Барнетт                 |
| 1972      | тф |                                 | Class of '55               | Пітер                           |
| 1973      | тф | Хіба це не шокуюче?             | Isn't It Shocking?         | Ден                             |
| 1974      | тф | Квартира з видом на річку       | 6 Rms Riv Vu               | Пол Фрідман                     |
| 1977      | тф | Убий мене, якщо зможеш          | Kill Me If You Can         | Керіл В. Чессман                |
| 1978      | ф  | У той же час, у наступному році | Same Time, Next Year       | Джордж Пітерс                   |
| 1978      | ф  | Каліфорнійський готель          | California Suite           | Білл Воррен                     |
| 1979      | ф  | Спокушання Джо Тайнан           | The Seduction of Joe Tynan | Джо Тайнан                      |
| 1981      | ф  | Пори року                       | The Four Seasons           | Джек Берроуз                    |
| 1984      | с  | Чотири сезони                   | The Four Seasons           | Джек Берроуз                    |
| 1986      | ф  | Солодка свобода                 | Sweet Liberty              | Майкл Берджесс                  |
| 1988      | ф  | Нове життя                      | A New Life                 | Стів Джиардіно                  |
| 1989      | ф  | Злочини і провина               | Crimes and Misdemeanors    | Лестер                          |
| 1990      | ф  | Весілля Бетсі                   | Betsy's Wedding            | Едді Гоппер                     |
| 1992      | ф  | Шепіт у темряві                 | Whispers in the Dark       | Лео Грін                        |
| 1993      | ф  | Загадкове вбивство в Мангеттені | Manhattan Murder Mystery   | Тед                             |
| 1993      | тф | Вірус                           | And the Band Played On     | доктор Роберт Галло             |
| 1994      | тф | Біла миля                       | White Mile                 | Ден Катлер                      |
| 1995      | ф  | Канадський бекон                | Canadian Bacon             | Президент США                   |
| 1996      | тф | Жінки Джейка                    | Jake's Women               | Джейк                           |
| 1996      | ф  | Біда біду тягне                 | Flirting with Disaster     | Річард Шлихтинг                 |
| 1996      | ф  | Всі кажуть, я тебе кохаю        | Everyone Says I Love You   | Боб                             |
| 1997      | ф  | Вбивство у Білому домі          | Murder at 1600             | Джордан                         |
| 1997      | ф  | Божевільне місто                | Mad City                   | Кевін Голландер                 |
| 1998      | ф  | Об'єкт мого захоплення          | The Object of My Affection | Сідней Міллер                   |
| 1999      | с  | Швидка допомога                 | ER                         | доктор Габріель Лоуренс         |
| 2000      | ф  | Чого хочуть жінки               | What Women Want            | Ден Ванамейкер                  |
| 2001      | тф | Агенти                          | Club Land                  | Віллі Волтерс                   |
| 2001      | тф | Тюрма                           | The Killing Yard           | Ерні Гудман                     |
| 2004      | ф  | Авіатор                         | The Aviator                | Сенатор Ральф Оуен Брюстер      |
| 2004—2006 | с  | Західне крило                   | The West Wing              | Сенатор Арнольд Вінік           |
| 2007      | ф  | Воскрешаючи чемпіона            | Resurrecting the Champ     | Ральф Мец                       |
| 2008      | ф  | В одне вухо влетіло             | Diminished Capacity        | дядя Роллі Зербс                |
| 2008      | ф  | Проблиск геніальності           | Flash of Genius            | Грегорі Лоусон                  |
| 2008      | ф  | Нічого окрім правди             | Nothing But the Truth      | Альберт Бернсайд                |
| 2009—2010 | с  | 30 потрясінь                    | 30 Rock                    | Мілтон Грін                     |
| 2011—2013 | с  | Невиліковне Це                  | The Big C                  | доктор Шерман Аттікус           |
| 2011      | ф  | Як обікрасти хмарочос           | Tower Heist                | Артур Шоу                       |
| 2012      | ф  | Оголена спокуса                 | Wanderlust                 | Карвін                          |
| 2013—2014 | с  | Чорний список                   | The Blacklist              | Алан Фітч                       |
| 2015      | ф  | Найдовша подорож                | The Longest Ride           | Айра Левінсон                   |
| 2015      | ф  | Міст шпигунів                   | Bridge of Spies            | Томас Воттерс                   |
| 2016      | с  | Хорас та Піт                    | Horace and Pete            | дядько Піт                      |
| 2018—2019 | с  | Хороша боротьба                 | The Good Fight             | Соломон Вальцер                 |
| 2018—2019 | с  | Рей Донован                     | Ray Donovan                | доктор Артур Аміот              |
| 2019      | ф  | Шлюбна історія                  | Marriage Story             | Берт                            |

### Режисер, сценарист, продюсер
| Рік       |     | Українська назва          | Оригінальна назва                   | Роль                           |
| --------- | --- | ------------------------- | ----------------------------------- | ------------------------------ |
| 1974—1983 | с   | M*A*S*H                   | M*A*S*H                             | режисер, сценарист             |
| 1974      | тф  | Квартира з видом на річку | 6 Rms Riv Vu                        | режисер                        |
| 1975      | с   |                           | We'll Get By                        | сценарист, співпродюсер        |
| 1976      | тф  |                           | Hickey                              | режисер, сценарист             |
| 1979      | ф   | Спокушання Джо Тайнан     | The Seduction of Joe Tynan          | сценарист                      |
| 1981      | ф   | Пори року                 | The Four Seasons                    | режисер, сценарист             |
| 1984      | с   | Чотири сезони             | The Four Seasons                    | сценарист, виконавчий продюсер |
| 1986      | ф   | Солодка свобода           | Sweet Liberty                       | режисер, сценарист             |
| 1988      | ф   | Нове життя                | A New Life                          | режисер, сценарист             |
| 1990      | ф   | Весілля Бетсі             | Betsy's Wedding                     | режисер, сценарист             |
| 2002      | док |                           | 'M*A*S*H': 30th Anniversary Reunion | сценарист                      |
| 2015      | кф  |                           | Shooting an Elephant                | виконавчий продюсер            |